# Šalomounovy ostrovy na Letních olympijských hrách 2016
Šalomounovy ostrovy na Letních olympijských hrách 2016 v Riu reprezentovali 3 sportovci ve 2 sportech.

## Atletika
| Atlet          | Sport         | Rozběh   | Rozběh | Finále       | Finále       |
| Atlet          | Sport         | Čas      | Pořadí | Čas          | Pořadí       |
| -------------- | ------------- | -------- | ------ | ------------ | ------------ |
| Rosefelo Siosi | běh na 5000 m | 15:47,76 | 48     | nepostoupil  | nepostoupil  |
| Sharon Firisua | běh na 5000 m | 18:01,62 | 31     | nepostoupila | nepostoupila |

## Vzpírání
| Sportovec       | Disciplína    | Trh      | Trh    | Nadhoz   | Nadhoz | Součet | Pořadí |
| Sportovec       | Disciplína    | Výsledek | Pořadí | Výsledek | Pořadí | Součet | Pořadí |
| --------------- | ------------- | -------- | ------ | -------- | ------ | ------ | ------ |
| Jenly Tegu Wini | ženy do 58 kg | 84       | 14     | 104      | 13     | 188    | 15     |